# Fachzug Logistik

Taktisches Zeichen des Fachzuges Logistik

Der Fachzug Logistik (FZ Log) ist eine taktische Einheit des Technischen Hilfswerks (THW). Sie versorgt die Einheiten und Einrichtungen des THW und anderer Bedarfsträger mit Material und Dienstleistungen im Bereich Verpflegung, Verbrauchsgüter und Materialerhaltung.
Der Fachzug Logistik ging im Jahr 2020 aus der Fachgruppe Logistik hervor, die funktional die Nachfolgerin des Versorgungsdienstes war.

## Aufgaben
Die Aufgaben des Fachzuges Logistik im Bereich Logistik sind:
- Organisieren und Durchführen von Beschaffungsmaßnahmen
- Einrichten und Betreiben eines Lagers im Einsatzfall
- Bewegen von Lasten mithilfe eines Ladekrans
- Durchführen von Maßnahmen zum Erhalt der materiellen Einsatzbereitschaft im Einsatz
- Transport von Gefahrgütern auf dem Landweg

Die Aufgaben Fachzuges Logistik im Bereich Verpflegung sind:
- Organisieren und Durchführen von Beschaffungsmaßnahmen
- Einrichten und Betreiben eines Lagers im Einsatzfall
- Transportieren von Gütern auf dem Land
- Verpflegung und das Einrichten und Betreiben einer Logistikstelle
- Beschaffen, Bevorraten und Wälzen von Einsatzreserven

## Gliederung
Bundesweit sind 66 Fachzüge Logistik aufgestellt. Der Fachzug ist nicht Teil eines Technischen Zuges und besteht aus verschiedenen Teileinheiten:
- Zugtrupp Fachzug Logistik (ZTr FZ Log)
- Fachgruppe Logistik-Materialwirtschaft (FGr Log-MW)
  - Trupp Logistik Materialerhaltung (Tr Log-M)
  - Trupp Logistik Verbrauchsgüterversorgung (Tr Log-VG)
- Fachgruppe Logistik-Verpflegung (FGr Log-V)

Zusätzlich existiert mindestens einmal in jedem THW-Landesverband der Trupp Schwerer Transport (Tr TS) als Trupp im Fachzug Logistik. Derzeit sind bundesweit 17 Trupp Schwerer Transport aufgestellt.

## Fahrzeuge und Ausstattung
Zugtrupp Fachzug Logistik (ZTr FZ Log)
- Mannschaftstransportwagen (3,5 t)

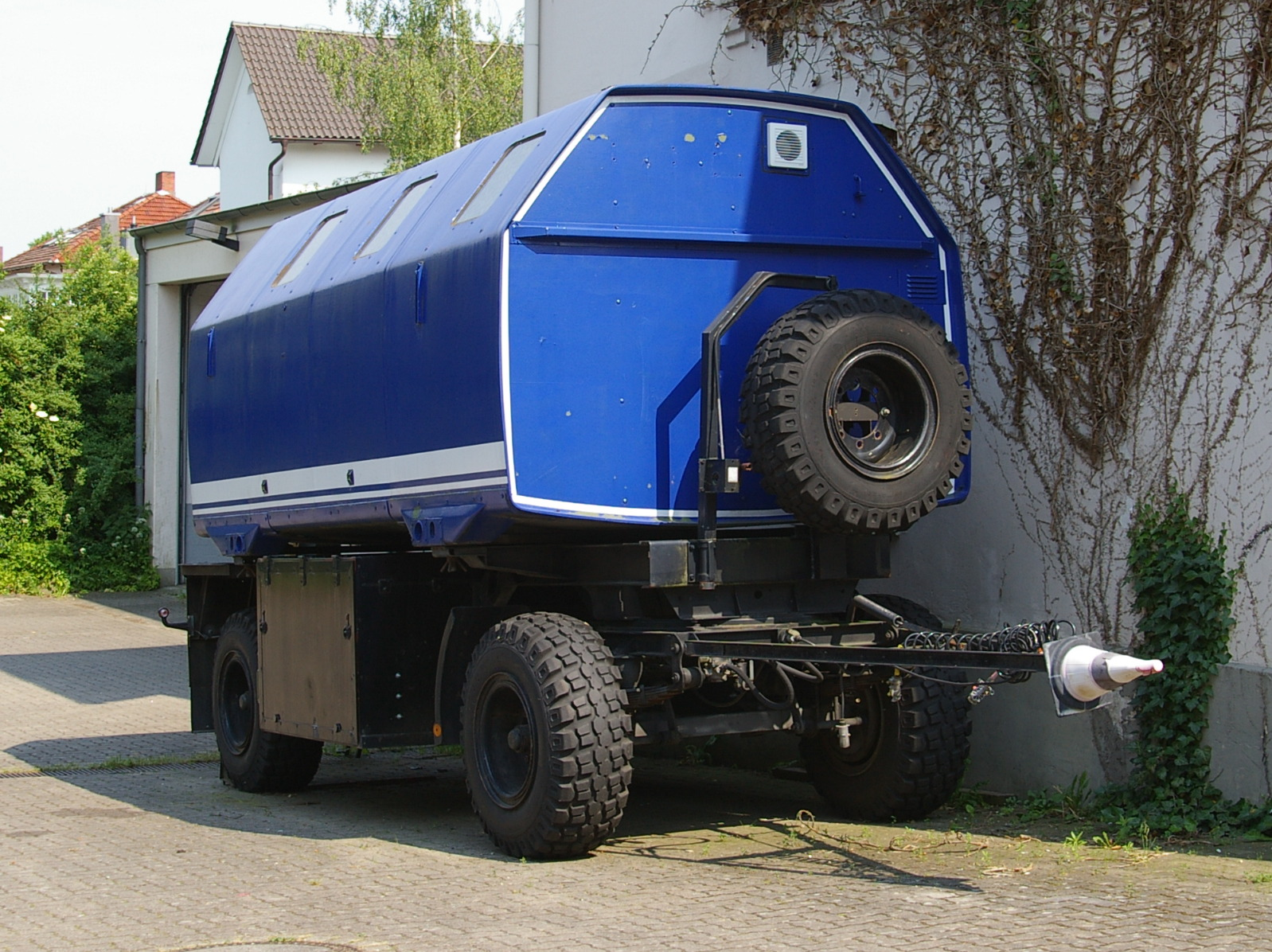
Anhänger Werkstatt: als Übergangslösung (inzwischen nicht mehr in Betrieb)

Fachgruppe Logistik-Materialwirtschaft (FGr Log-MW)
- Lastkraftwagen (9 t Zuladung) mit Ladekran
- Anhänger Plattform für Container
- Pkw geländegängig
- Anhänger mit Spezialaufbau (2 t Zuladung)
- Mannschaftslastwagen IV Plane/Spriegel mit Ladebordwand
- Anhänger Tandem (5 t Zuladung)
- Gabelstapler (3 t Hubkraft)

Fachgruppe Logistik-Verpflegung (FGr Log-V)
- Lastkraftwagen Plane/Spriegel (7 t) mit Ladebordwand
- Transportanhänger (12 t, Koffer, als Trockenlager geeignet, ohne Flurförderzeug be- und entladbar)
- Mannschaftstransportwagen
- Anhänger mit Spezialaufbau für Kühlung (2 t)

Trupp Transport Schwer
- Sattelzugmaschine (40 t), zugelassen für Gefahrgut
- Auflieger Container
- Auflieger Pritsche Plane/Spriegel mit Ladebordwand

## Personal/Stärke
Fachzug Logistik mit Zugtrupp Fachzug Logistik, Fachgruppe Logistik-Materialwirtschaft und Fachgruppe Logistik-Verpflegung:
1/7/20/28
Fachzug Logistik mit Zugtrupp Fachzug Logistik, Fachgruppe Logistik-Materialwirtschaft, Fachgruppe Logistik-Verpflegung und Trupp Schwerer Transport:
1/8/23/32